# Wilson, Ohio
Wilson är en ort i Monroe County i Ohio, USA.